# フギン級哨戒艇
フギン級哨戒艇（スウェーデン語: Patrullbåt av Huginklass）は、スウェーデン海軍が運用していた哨戒艇の艦級。艦対艦ミサイルを備えていたことから、アメリカ海軍協会（USNI）など外部の観測筋ではミサイル艇とも種別される。

## 設計
船体設計は、ノルウェー海軍が1960年代中盤より就役させたストルム級をベースとしている。まずプロトタイプとして「イェーガレン」（HMS Jägaren）が先行して建造された。同艇は1972年6月8日に進水し、3年間にわたって運用試験が重ねられた。1975年より、その実績を踏まえた量産艇の建造が開始され、1978年から1982年にかけて順次に就役した。なおこのような経緯から、「イェーガレン」も本級に含められることもある。
一方主機関については、ノルウェー海軍がマイバッハMD872A（後のMTU 16V538）を搭載していたのに対し、本級では、プリヤード級魚雷艇のものを再生して搭載した。港内での機動性を確保するため、最低速度は7ノットである。
なお、舵を用いたローリング制御システムが搭載されている。

## 装備
射撃指揮装置（FCS）としては、デジタル式のP800コンピュータを用いたサーブ 9LV200 Mk.2（ARTE 726）を搭載している。これはXバンドの捜索中追尾レーダー（目標捕捉用）とKuバンドの追尾レーダーを備えており、また追尾レーダーにはTVカメラと赤外線暗視装置、レーザー測距儀が付属している。なおこれとは別に、航法用としてスキャンター009レーダーも搭載されたほか、対潜戦のためにはパッシブ・ソナーを備えた。
船首甲板には主砲としてボフォースMk.1 57mm単装砲を1基備えている。船尾甲板には、ペンギンMk.1（Rb.12）艦対艦ミサイルの単装発射筒を両舷に各3基、計6基搭載した。またペンギン発射筒のかわりに機雷または爆雷24発を搭載できたほか、後には、船首甲板にエルマ対潜弾投射機4基を追加装備した。
なお1991年から1994年にかけて、本級のうち後期建造艇8隻（P 159～166）は、主機関を換装するとともにトードフィッシュ可変深度ソナーを搭載する改装を受けており、カパレン級哨戒艇として区別されることもある。

## 同型艦一覧
| #     | 艦名                            | 就役       | 退役      |
| ----- | ------------------------------- | ---------- | --------- |
| P 151 | フギン HMS Hugin                | 1978年7月  | 2001年6月 |
| P 152 | ムニン HMS Munin                | 1978年7月  | 2001年6月 |
| P 153 | マグネ HMS Magne                | 1978年10月 | 1995年    |
| P 154 | モーデ HMS Mode                 | 1979年1月  | 2001年6月 |
| P 155 | ヴァーレ HMS Vale               | 1979年4月  | 1995年9月 |
| P 156 | ヴィダル HMS Vidar              | 1979年8月  | 2001年6月 |
| P 157 | ミョルネ HMS Mjolner            | 1979年10月 | 1995年9月 |
| P 158 | ミューシング HMS Mysing         | 1980年2月  | 1995年9月 |
| P 159 | カパレン HMS Kaparen            | 1980年8月  | 2001年    |
| P 160 | ヴェクターレン HMS Vaktaren     | 1980年9月  | 2004年    |
| P 161 | シュネップハネン HMS Snapphanen | 1981年1月  | 2001年    |
| P 162 | シュペヤレン HMS Spejaren       | 1981年3月  | 2008年6月 |
| P 163 | スティルビョルン HMS Styrbjorn  | 1981年10月 | 2008年6月 |
| P 164 | スタルコデル HMS Starkodder     | 1981年8月  | 2008年6月 |
| P 165 | トールドン HMS Tordon           | 1981年10月 | 2008年6月 |
| P 166 | ティルフィング HMS Tirfing      | 1982年1月  | 2008年6月 |